# Goldfrapp
I Goldfrapp sono un gruppo musicale britannico formatosi a Londra nel 2000 e costituito da Alison Goldfrapp (voce, sintetizzatore) e Will Gregory (sintetizzatore).

## Storia del gruppo

### Primi anni
Alison Goldfrapp inizia l'attività di cantante nei primi anni novanta, collaborando tra gli altri con gli Orbital, i Portishead e i Tricky. Nel 1999 conosce casualmente il produttore discografico Will Gregory, che aveva già ascoltato una demo della ragazza e la invita a registrare un pezzo per un suo lavoro; dopo alcuni mesi di collaborazione, i due decidono di formare un gruppo musicale chiamato Goldfrapp.
Nel 2000 i Goldfrapp firmano un contratto discografico con l'etichetta Mute Records, avente sede a Londra, e cominciano sùbito le registrazioni per l'album di debutto, Felt Mountain, pubblicato nel mese di settembre; al suo interno sono contenuti i successi Utopia e Lovely Head, quest'ultimo conosciuto in Italia grazie ad uno spot televisivo di BMW. Per promuovere l'album, organizzano concerti non solo in Europa ma anche in Nord America, dove suonano a supporto dei Doves e dei Nick Cave & the Bad Seeds; i due fanno gruppo con la tastierista Angela Pollack, il batterista Rowan Oliver e il violinista italiano Davide Rossi.

### Anni 2000
Il secondo album, Black Cherry, viene registrato in uno studio a Bath e pubblicato nel 2003; l'approccio musicale si discosta dal trip hop del precedente lavoro e si avvicina all'electro pop. Anche questo album ottiene consensi di pubblico e di critica sia negli Stati Uniti che in Gran Bretagna, dove diventa disco di platino.
Nel 2003 Alison Goldfrapp decide di modificare la propria immagine, ispirandosi in parte all'attrice Marlene Dietrich e all'amore della cantante per gli animali. A partire da marzo, il gruppo intraprende un tour per promuovere il disco chiamato Black Cherry Tour. Nel 2004 il tour fa tappa in Australia, Giappone, Europa e Nord America. Il gruppo suona a supporto dei Duran Duran.
Il terzo album Supernature viene pubblicato nell'agosto 2005. Il suono del gruppo si mantiene sull'elettronica, ma si avvicina al glam-rock. L'album, che viene certificato disco di platino in Inghilterra nel 2008, riceve una nomination ai Grammy Award 2007 nella categoria "miglior album di musica elettronica/dance". Il singolo Ooh La La diventa un successo e viene seguito dai pezzi Number 1, Ride a White Horse e Fly Me Away.
Nel frattempo, nel 2006, i Goldfrapp avevano pubblicato la versione remix di Supernature, chiamata We Are Glitter e diffusa nel Nord America e contenente anche un inedito, il brano Chic Satin dei Flaming Lips remixato dagli stessi Goldfrapp.
Iniziano a lavorare sul quarto album alla fine del 2006 a Bath. I lavori però non proseguono per il meglio e il successivo disco Seventh Tree verrà pubblicato solo nel febbraio 2008. Il disco, caratterizzato da un suono che parte dal pop per spaziare nella musica ambient e downtempo, esordisce alla seconda posizione nella classifica inglese. Il primo singolo estratto è A&E, seguito da Happiness e Caravan Girl.
Nel 2008 Alison Goldfrapp ridisegna nuovamente la propria immagine e si veste come un'artista circense, sfruttando molto i colori bianco e fluo.

### Anni 2010
Nel marzo 2010 viene pubblicato il quinto album, intitolato Head First e anticipato dalla pubblicazione del singolo Rocket. Questa volta il suono del gruppo si fa notevolmente riconducibile alla musica disco puramente anni ottanta. L'album ottiene una nomination ai Grammy Award 2011 come "miglior album di musica elettronica/dance" dell'anno. Il secondo singolo estratto sarà Alive, mentre il terzo è Believer, prodotto insieme a Davide Rossi e Vince Clarke.
Nel febbraio 2012 i Goldfrapp pubblicano una raccolta di hit chiamata The Singles e contenente tutto il materiale distribuito in precedenza come singoli e due brani nuovi appena registrati.
Il 15 luglio 2013 viene pubblicato il singolo Drew. Il 9 settembre seguente viene pubblicato il nuovo album, dal titolo Tales of Us.
Nel marzo 2017 pubblicano Silver Eye, anticipato dal singolo Anymore, diffuso nel mese di gennaio 2017.

## Formazione

### Principali
- Alison Goldfrapp – voce, sintetizzatore
- Will Gregory – sintetizzatore

### Supporto
- Angela Pollack – tastiera
- Davide Rossi – violino
- Rowan Oliver – batteria
- Stephen Jones – basso

## Discografia

### Album
- 2000 – Felt Mountain
- 2003 – Black Cherry
- 2005 – Supernature
- 2008 – Seventh Tree
- 2010 – Head First
- 2013 – Tales of Us
- 2017 – Silver Eye

### Raccolte
- 2006 – We Are Glitter
- 2012 – The Singles